# Campeonato mundial A de hockey patines masculino de 1970
El XIX Campeonato mundial de hockey sobre patines masculino se celebró en Argentina en 1970, con la participación de once Selecciones nacionales masculinas de hockey patines. Todos los partidos se disputaron en la ciudad de San Juan.
Toda la competición se disputó en el formato de liga, enfrentándose entre sí las once selecciones y ordenándose la clasificación final según los puntos obtenidos.

## Equipos participantes
De las 11 selecciones nacionales participantes del torneo, 6 son de Europa, 4 de América y 1 de Asia.
| Alemania Occidental |
| Argentina           |
| Brasil              |
| Chile               |
| España              |
| Estados Unidos      |
| Francia             |
| Italia              |
| Japón               |
| Países Bajos        |
| Portugal            |

## Resultados
|           | Bandera de Chile | Bandera de los Países Bajos | Bandera de Alemania | Bandera de Portugal | Bandera de Francia | Bandera de Argentina | Bandera de Japón | Bandera de Italia | Bandera de Estados Unidos | Bandera de Brasil | Bandera de España |
| --------- | ---------------- | --------------------------- | ------------------- | ------------------- | ------------------ | -------------------- | ---------------- | ----------------- | ------------------------- | ----------------- | ----------------- |
| Chile     |                  |                             |                     |                     |                    |                      |                  |                   |                           |                   |                   |
| Holanda   | 7-6              |                             |                     |                     |                    |                      |                  |                   |                           |                   |                   |
| Alemania  | 4-8              | 5-3                         |                     |                     |                    |                      |                  |                   |                           |                   |                   |
| Portugal  | 5-3              | 12-2                        | 3-1                 |                     |                    |                      |                  |                   |                           |                   |                   |
| Francia   | 2-7              | 6-5                         | 8-7                 | 2-6                 |                    |                      |                  |                   |                           |                   |                   |
| Argentina | 2-4              | 5-2                         | 2-1                 | 2-2                 | 13-1               |                      |                  |                   |                           |                   |                   |
| Japón     | 2-9              | 2-7                         | 4-8                 | 0-14                | 3-10               | 1-18                 |                  |                   |                           |                   |                   |
| Italia    | 3-2              | 7-4                         | 4-3                 | 2-5                 | 6-4                | 2-2                  | 10-3             |                   |                           |                   |                   |
| EE. UU.   | 1-9              | 1-8                         | 4-6                 | 3-7                 | 2-8                | 2-5                  | 9-8              | 1-4               |                           |                   |                   |
| Brasil    | 1-1              | 12-0                        | 5-3                 | 6-7                 | 9-7                | 1-4                  | 13-1             | 2-3               | 7-3                       |                   |                   |
| España    | 7-1              | 10-3                        | 7-2                 | 3-2                 | 13-2               | 6-2                  | 7-1              | 7-0               | 8-0                       | 12-6              |                   |

## Clasificación Final
| Posición | Equipo         | Pts | PJ | PG | PE | PP | GF | GC  | DG  |
| -------- | -------------- | --- | -- | -- | -- | -- | -- | --- | --- |
|          | España         | 20  | 10 | 10 | 0  | 0  | 90 | 19  | 71  |
|          | Portugal       | 17  | 10 | 8  | 1  | 1  | 63 | 24  | 39  |
|          | Italia         | 15  | 10 | 7  | 1  | 2  | 41 | 33  | 8   |
| 4        | Argentina      | 14  | 10 | 6  | 2  | 2  | 55 | 22  | 33  |
| 5        | Brasil         | 11  | 10 | 5  | 1  | 4  | 61 | 41  | 20  |
| 6        | Francia        | 10  | 10 | 5  | 0  | 5  | 57 | 67  | -10 |
| 7        | Chile          | 9   | 10 | 4  | 1  | 5  | 45 | 40  | 5   |
| 8        | Alemania       | 6   | 10 | 3  | 0  | 7  | 41 | 48  | -7  |
| 9        | Países Bajos   | 6   | 10 | 3  | 0  | 7  | 41 | 66  | -25 |
| 10       | Estados Unidos | 2   | 10 | 1  | 0  | 9  | 26 | 70  | -44 |
| 11       | Japón          | 0   | 10 | 0  | 0  | 10 | 25 | 115 | -90 |